# Box-office Allemagne 2015
Cet article traite du box-office de 2015 en Allemagne.

## Les millionnaires
Par pays d'origine des films (Pays producteur principal)
- États-Unis : 20 films
- Allemagne : 9 films
- Royaume-Uni : 2 films
- France : 1 film
- Suisse : 1 film
- Total : 33 films

| Classement | Titre                                          | Pays | Réalisateur                             | Entrées Allemagne |
| ---------- | ---------------------------------------------- | ---- | --------------------------------------- | ----------------- |
| 1.         | Star Wars, épisode VII : Le Réveil de la Force |      | J. J. Abrams                            | 9 018 037         |
| 2.         | Un prof pas comme les autres 2                 |      | Bora Dagtekin                           | 7 716 114         |
| 3.         | 007 Spectre                                    |      | Sam Mendes                              | 7 089 019         |
| 4.         | Les Minions                                    |      | Kyle Balda et Pierre Coffin             | 6 944 015         |
| 5.         | Cinquante nuances de Grey                      |      | Sam Taylor-Wood                         | 4 410 095         |
| 6.         | Fast and Furious 7                             |      | James Wan                               | 4 186 302         |
| 7.         | Jurassic World                                 |      | Colin Trevorrow                         | 4 143 691         |
| 8.         | Hunger Games : La Révolte, partie 2            |      | Francis Lawrence                        | 4 070 191         |
| 9.         | Vice-versa                                     |      | Pete Docter                             | 3 486 053         |
| 10.        | Il est de retour                               |      | David Wnendt                            | 2 481 692         |
| 11.        | Avengers : L'Ère d'Ultron                      |      | Joss Whedon                             | 2 422 568         |
| 12.        | Ich bin dann mal weg (de)                      |      | Julia von Heinz                         | 1 963 061         |
| 13.        | Shaun le mouton, le film                       |      | Mark Burton (en), Richard Starzak (en)  | 1 869 659         |
| 14.        | Traumfrauen (de)                               |      | Anika Decker (de)                       | 1 706 701         |
| 15.        | Der Nanny                                      |      | Matthias Schweighöfer, Torsten Künstler | 1 663 933         |
| 16.        | Hôtel Transylvanie 2                           |      | Genndy Tartakovsky                      | 1 643 199         |
| 17.        | Les Nouveaux Héros                             |      | Don Hall, Chris Williams                | 1 631 955         |
| 18.        | Mission impossible : Rogue Nation              |      | Christopher McQuarrie                   | 1 417 882         |
| 19.        | Pitch Perfect 2                                |      | Elizabeth Banks                         | 1 384 995         |
| 20.        | Seul sur Mars                                  |      | Ridley Scott                            | 1 367 221         |
| 21.        | Heidi                                          |      | Alain Gsponer                           | 1 268 001         |
| 22.        | Bob l'éponge, le film : Un héros sort de l'eau |      | Paul Tibbitt                            | 1 233 635         |
| 23.        | American Sniper                                |      | Clint Eastwood                          | 1 228 174         |
| 24.        | Whisper 2                                      |      | Katja von Garnier                       | 1 210 671         |
| 25.        | Ted 2                                          |      | Seth MacFarlane                         | 1 201 794         |
| 26.        | Snoopy et les Peanuts, le film                 |      | Steve Martino                           | 1 199 693         |
| 27.        | Frau Müller muss weg! (de)                     |      | Sönke Wortmann                          | 1 162 342         |
| 28.        | Taken 3                                        |      | Olivier Megaton                         | 1 124 483         |
| 29.        | Au secours ! J'ai rétréci ma prof              |      | Sven Unterwaldt (de)                    | 1 107 420         |
| 30.        | Pixels                                         |      | Chris Columbus                          | 1 098 140         |
| 31.        | Cendrillon                                     |      | Kenneth Branagh                         | 1 066 289         |
| 32.        | Le Club des cinq et le Secret de la pyramide   |      | Mike Marzuk (de)                        | 1 041 840         |
| 33.        | Magic Mike XXL                                 |      | Gregory Jacobs                          | 1 004 471         |